# Пал Лаглер
Пал Бела Лаглер (Ловаш) (мађ. Lágler Pál Béla (Lovas) ), (Будимпешта, 8. октобар 1913) био је мађарски интернационални фудбалер. Играо је за Спортски клуб Мађар Памутипар. Учествовао је са фудбалском репрезентацијом Мађарске на Летњим олимпијским играма 1936. у Берлину.

## Каријера

### Клуб
Пал Лаглер је почео да се бави фудбалом релативно касно, са 21. годином, 1934. године у бојама Ремењшега из Ваца, а потом се исте године преселио у Будимпешту, где је играо у СК Мађар Памутипар. Убрзо је постао члан аматерске репрезентације. После Олимпијаде добио је професионални уговор из Ујпешта, где није добио место у првом тиму, а да не би изашао из игре, прешао је у Кишпешт 1937. Ту се повредио, а на крајем сезоне прелази у Француску, где игра једну сезону у II. Дивизија Француске за ФК Кале. Вратио се у Мађарску 1939. године и након повратка аматерског статуса играо је за Тештверишег СЕ. Године 1940. променио је презиме у Ловаш.

### Репрезентација
Био је учесник Олимпијских игара 1936. у саставу мађарске аматерске фудбалске репрезентације. Мађари су у првом колу изгубили са 0 : 3 од репрезентације Пољске, у којој су били главни играчи њихове сениорске репрезентације. Још једна утакмица у саставу аматерске репрезентације, у којој је и он играо али није била званична, одиграна је непосредно пре Олимпијских игара против аматерске репрезентације Италије.